# ゼニツァ
ゼニツァ（ボスニア語: Zenica, クロアチア語: Zenica, セルビア語: Зеница, ドイツ語: Senitza, アラビア語: زينيتسا, ペルシア語: زنیتسا, ヘブライ語: זניצה‎）はボスニア・ヘルツェゴビナを構成する構成体のうちボスニア・ヘルツェゴビナ連邦のゼニツァ＝ドボイ県の都市および基礎自治体である。ゼニツァ＝ドボイ県の県都でサラエヴォの北70kmに位置しボスナ川河畔の都市で周囲は山や丘陵地に囲まれている。

## 歴史
現代のゼニツァ市街は新石器時代、イリュリアの古い町、ローマ時代のムニキピウムであるビストゥア・ノヴァ  Bistua Nova など古くの時代にまで遡ることが出来る。中でも重要な発見は2世紀から5世紀にかけての初期キリスト教の2つの聖堂である。
中世、ゼニツァはボスニア王国の領域であった。現在の地名であるゼニツァは1436年3月20日最初に、ラグーサ共和国に関連した文書に残されている。1436年から1838年までオスマン帝国の支配下にあり、交易路の整備と共に、町の機能は改められていった。ゼニツァは小さな町で、モスクやマドラサ、初等学校、庭園、宿場などが整備されている。1697年のある記録によれば、ナイル川デルタのようなメロンが成長するとても美しい景色とされていた。当時、ゼニツァの人口は2,000人でそのほとんどがボシュニャク人であった。
1697年以後のオイゲン・フォン・ザヴォイエンの襲撃はゼニツァに暗い時代を記した。
19世紀以後、オーストリア＝ハンガリー帝国の支配下となると投資が行われ社会インフラの整備が進められた。1879年に鉄道がボサンスキ・ブロドとの間に開通し、1880年には炭鉱が、1885年には製紙工場、1892年に製鉄所がそれぞれ完成している。これらの開発投資により、1886年以後都市開発が進んでいった。正教会は1882年に建てられている。1903年にはシナゴーグ、1910年にはカトリック教会が2箇所建てられている。この時期、都市開発の進展に伴って市域人口は数年間で7,215人まで増加した。モーテルやホテル、上下水道や道路などのインフラなどの整備も進展していった。第二次世界大戦中の1942年にムスリムの民兵が形成され、パルチザン運動が盛り上がるがその後様々な問題を残すことにもなった。
戦後、1945年鉄鋼業の発展によって町は急成長していく。労働者のための住宅が増加し、人口は急増した。1948年時点で12,000人であった人口は1961年には2倍以上の30,000人に増加し、1981年には63,000人へと増加している。ボスニア・ヘルツェゴビナ紛争前の最後の国勢調査である1991年時点での人口は96,027人であった。50年間でゼニツァは人口が6倍にも増加した。紛争前年の1991年に東ヨーロッパの国では最初の独立系民放ラジオ局Radio CD-CEMPが設立された。紛争時、他の地域からは多数のボシュニャク人が流入し、セルビア人はセルビア人支配地域に移って行き人口構成は変化している。今日、ゼニツァでは戦前の経済状態を取り戻すべく試みが行われている。南、中央ヨーロッパでは最大級の製鉄所は現在、民営化され世界最大の鉄鋼メーカーアルセロール・ミッタルの傘下に入っている。

## 人口動態

### 基礎自治体
| 民族構成 |            |        |                |        |              |        |                  |        |        |       |         |  |  |
| 年       | セルビア人 | %      | ボシュニャク人 | %      | クロアチア人 | %      | ユーゴスラビア人 | %      | その他 | %     | 合計    |  |  |
| 1961     | 20,369     | 24.15% | 31,177         | 36.97% | 20,509       | 24.32% | 10,755           | 12.75% | -      | -%    | 84,341  |  |  |
| 1971     | 21,875     | 19.45% | 61,204         | 54.43% | 24,658       | 21.93% | 2,133            | 1.90%  | 2,577  | 2.29% | 112,447 |  |  |
| 1981     | 21,204     | 15.97% | 66,930         | 50.42% | 23,595       | 17.78% | 17,536           | 13.21% | -      | -%    | 132,733 |  |  |
| 1991     | 22,592     | 15.52% | 80,377         | 55.21% | 22,651       | 15.56% | 15,651           | 10.75% | 4,306  | 2.96% | 145,577 |  |  |
|          |            |        |                |        |              |        |                  |        |        |       |         |  |  |

2005年現在、ゼニツァ自治体の民族構成はボシュニャク人が85%、クロアチア人が8%、セルビア人が5%である。

### 市街
| 民族構成 |            |        |                |        |              |        |                  |        |        |       |        |  |  |
| 年       | セルビア人 | %      | ボシュニャク人 | %      | クロアチア人 | %      | ユーゴスラビア人 | %      | その他 | %     | 合計   |  |  |
| 1961     | 10,525     | 32.41% | 5,908          | 18.19% | 9,393        | 28.92% | 5,517            | 15.31% | -      | -%    | 32,476 |  |  |
| 1971     | 12,779     | 24.93% | 21,365         | 41.68% | 13,250       | 25.85% | 1,945            | 3.79%  | -      | -%    | 51,263 |  |  |
| 1981     | 12,728     | 20.02% | 22,146         | 34.84% | 11,716       | 18.43% | 14,437           | 22.71% | -      | -%    | 63,569 |  |  |
| 1991     | 18,488     | 19.21% | 43,166         | 44.85% | 15,917       | 16.54% | 14,748           | 15.32% | 3,919  | 4.07% | 96,238 |  |  |
|          |            |        |                |        |              |        |                  |        |        |       |        |  |  |

## 姉妹都市
- ゲルゼンキルヒェン、ドイツ
- フネドアラ、ルーマニア
- ユスキュダル、 トルコ
- カルシュヤカ、トルコ
- クラーニ、スロベニア
- ルレオ、スウェーデン
- テミルタウ、カザフスタン
- フィオレンツオーラ・ダルダ、イタリア
- ザラエゲルセグ、ハンガリー

## ゆかりの人物
- ムラデン・クルスタイッチ - プロサッカー選手
- ブラニミル・フルゴタ - プロサッカー選手
- デヤン・ロヴレン - プロサッカー選手
- エルヴィル・ボリッチ - プロサッカー選手
- エミール・プレルドジッチ - プロバスケットボール選手
- ダニス・タノヴィッチ - 映画監督